# Poland China

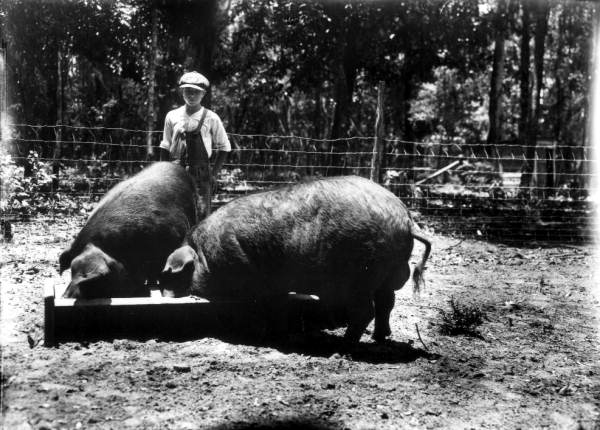
Poland China varkens in Florida (1917)

De Poland China is een varkensras dat voor het eerst werd gefokt in 1816 in Miami Valley in Ohio in de Verenigde Staten. Aan de basis stond een reeks andere rassen, waaronder het Berkshire-varken en het Hampshire varken. Het is het oudste Amerikaanse varkensras.

## Kenmerken
Poland China's zijn meestal zwart, maar ze hebben soms witte 'sokken' of een witte snuit en hebben soms ook een witte vlek bij de staart. Ze staan bekend om hun grote formaat. Het grootste Poland China-varken dat ooit bestaan heeft, Big Bill, woog 1157 kilo. Poland China's zijn de varkens die het hoogst scoren, gemeten naar de vlees opbrengst in kilo's en in het hoge aantal biggen.

## Ontstaan
De Poland China werd voor het eerst gefokt op de Hankinson Farm in Blue Ball, Warren County, Ohio.  In de buurt van de plaats waar het varken oorspronkelijk werd gefokt, staat een monument om dit feit te gedenken. Het monument werd in de jaren zeventig van de twintigste eeuw iets verplaatst toen de boerderij werd verkocht voor de ontwikkeling van de Towne Mall van Middletown, Ohio en staat nu aan de overkant van het winkelcentrum op Cincinnati Dayton Road. Anderen betwijfelen deze oorsprong en zeggen dat het ras is ontstaan in de handen van fokker David M. Magie, op de Austin-Magie Farm in de buurt van Oxford, Ohio.

### Introductie in China
In de jaren twintig en dertig van de twintigste eeuw introduceerde men de Poland China in China, met wisselend succes. De varkens bleken niet bestand tegen het klimaat en de Chinese boeren waren meer geïnteresseerd in het vermogen van het varken om mest voor hun land te produceren dan in zijn vlees.